# Piaski (Ruciane-Nida)
Piaski [ˈpjaski] (deutsch Piasken) ist ein Ort in der polnischen Woiwodschaft Ermland-Masuren. Er gehört zur Gmina Ruciane-Nida (Stadt- und Landgemeinde Rudczanny/Niedersee-Nieden) im Powiat Piski (Kreis Johannisburg).

## Geographie
Piaski liegt am Ostufer des Beldahnsees (polnisch Jezioro Bełdany) im Südosten der Woiwodschaft Ermland-Masuren, 27 Kilometer von der einstigen Kreisstadt Sensburg (polnisch Mrągowo) bzw. 16 Kilometer von der jetzigen Kreismetropole Pisz (deutsch Johannisburg) entfernt. Von Ruciane-Nida führt nach Popielno (Popiellnen, 1928 bis 1945 Spirding) eine Nebenstraße, an der Piaski liegt. Außerdem gibt es eine Landwegverbindung vom Nachbarort Onufryjewo (Onufrigowen, 1929 bis 1945 Rehfelde) nach Piaski.

## Geschichte
Die Siedlung Piasken wurde in den beginnenden 1830er Jahren von den Philipponen, einer Sekte der Altgläubigen, gegründet. Der Gumbinner Regierungspräsident erkannte Piasken neben anderen Siedlungen als neues Etablissement und dann auch eigenständige Kommune an. Am 20. Oktober 1874 wurde aus den beiden Siedlungen Onufrigowen (polnisch Onufryjewo) und Piasken die neue Landgemeinde Piasken-Onufrigowen gebildet, die in den Amtsbezirk Guszianka (1938 bis 1945 Guschienen, polnisch Guzianka) im Kreis Sensburg im Regierungsbezirk Gumbinnen (1905 bis 1945: Regierungsbezirk Allenstein) in der preußischen Provinz Ostpreußen eingegliedert wurde.
Am 30. September 1929 wurde sie in Rehfelde umbenannt. 1945 kam Piasken in Kriegsfolge mit dem gesamten südlichen Ostpreußen zu Polen und erhielt die polnische Namensform „Piaski“. Heute ist es eine Ortschaft im Verbund der Stadt- und Landgemeinde Ruciane-Nida (Rudczanny/Niedersee-Nieden) im Powiat Piski (Kreis Johannisburg), bis 1998 der Woiwodschaft Suwałki, seither der Woiwodschaft Ermland-Masuren zugehörig. Im Jahre 2011 belief sich die Zahl der Einwohner Piaskis auf 16.

## Religionen
Bis 1945 war Piasken in die evangelische Dorfkirche Groß Weissuhnen in der Kirchenprovinz Ostpreußen der Kirche der Altpreußischen Union sowie in die katholische Pfarrkirche Sensburg im Bistum Ermland eingepfarrt.
Heute gehört Piaski evangelischerseits zur Dorfkirche Wejsuny, einer Filialkirche der Pfarrei Pisz in der Diözese Masuren der Evangelisch-Augsburgischen Kirche in Polen, und katholischerseits zur Pfarrei Ruciane-Nida innerhalb des Bistums Ełk der römisch-katholischen Kirche in Polen.